# Erich Nikowitz
Erich Nikowitz (* 20. Februar 1906 in Wien; † 26. August 1976 ebenda) war ein österreichischer Schauspieler, der in Theater, Film und Fernsehen auftrat.

## Leben
Nikowitz spielte  schon in den frühen 1930er Jahren unter Max Reinhardt am Theater in der Josefstadt, dessen Ensemble er  dann jahrzehntelang angehörte. Seine erste bekannte Filmrolle war 1939 die des Friedensrichters in Anton der Letzte mit Hans Moser in der Hauptrolle. Internationale Bekanntheit erlangte Nikowitz mit der Darstellung des Erzherzogs Franz Karl – Kaiser Franz Josephs Vater – in den drei Sissi-Filmen.
Die größte nationale Popularität erreichte Erich Nikowitz als „Papa Leitner“ in der Familie Leitner, dem ersten Quotenhit des jungen österreichischen Fernsehens (ORF). Diese Serie lief von 1958 bis 1967.
Erich Nikowitz war seit 1965 mit der Schauspielerin Elisabeth Markus verheiratet. Seine letzte Ruhestätte befindet sich am Wiener Zentralfriedhof (Gruppe 18/Reihe 3/Nr. 41).

## Filmografie
- 1939: Unsterblicher Walzer
- 1939: Anton der Letzte
- 1940: Meine Tochter lebt in Wien
- 1940: Ein Leben lang
- 1940: Der liebe Augustin
- 1941: Liebe ist zollfrei
- 1942: Wen die Götter lieben
- 1947: Singende Engel
- 1948: The Mozart Story
- 1950: Erzherzog Johanns große Liebe
- 1955: Sissi
- 1956: Sissi, die junge Kaiserin
- 1957: Sissi – Schicksalsjahre einer Kaiserin
- 1958: Adams Garten (TV)
- 1958: Im Prater blüh’n wieder die Bäume
- 1958: So ein Millionär hat’s schwer
- 1958–1967: Familie Leitner (Fernsehserie, 82 Folgen)
- 1961: Das Land des Lächelns (TV)
- 1961: Er soll dein Herr sein (TV)
- 1961: Auf den Straßen einer Stadt
- 1962: Mit den besten Empfehlungen (TV)
- 1962: Der fidele Bauer (TV)
- 1963: Ein netter Kerl (TV)
- 1964: Tausend Worte Französisch (TV)
- 1964: Ein schöner Herbst (TV)
- 1964: König Cymbelin (TV)
- 1965: Das Mädel aus dem Böhmerwald
- 1969: Frau Wirtin hat auch eine Nichte
- 1969: Andante
- 1971: Gestrickte Spuren (TV)